# Lorenzo Neal
Pour les articles homonymes, voir Neal.
(en) Statistiques sur pro-football-reference
 Lorenzo Neal est un joueur américain de football américain né le 27 décembre 1970 et évoluant au poste de fullback. Il mesure 1,80 m pour 115,5 kg.

## Biographie

### Carrière universitaire
Il a joué avec les Fresno State Bulldogs, cumulant 2405 yards à la  course.

### Carrière professionnelle
Il est drafté au 4e tour en 1993 par les Saints de La Nouvelle-Orléans.
Il est actuellement fullback avec les Chargers de San Diego, chargé principalement de faire des brèches dans la défense des adversaires pour le running back.

## Palmarès

### NFL
- Pro Bowl : 2002, 2005, 2006